# 팔라어 (아나톨리아어파)
팔라어(Palaic)는 아나톨리아어파의 언어로 현재는 사멸한 언어이다. 하투사의 청동기시대의 설명문자판을 통해 그 존재가 밝혀졌다. 히타이트어로는 'palaumnili'라고 하는데 이것은 '팔라인들의'라는 의미이고, 여기서 '팔라'는 히타이트 중심부(오늘날 터키 본토)에서 북서쪽에 해당하는 지역을 의미하는 것으로 여겨진다. 이 지역은 기원전 14세기 경에 카스카족들이 점령했으며 그 때 이 언어도 사멸되었으리라 여겨진다.